# 鉄オタ選手権
『鉄オタ選手権』（てつオタせんしゅけん）は、日本放送協会（NHK）が放送する、大阪放送局（関西編）またはNHK放送センター（東京・渋谷、全国編）制作の単発特別番組。
毎回ひとつの鉄道を舞台にして、クイズで巡る旅番組である。

## 内容
「タレントチーム」、「鉄オタチーム」（舞台の鉄道沿線ゆかりの女子鉄→舞台の鉄道沿線の大学鉄研）、「社員チーム」の3チームが舞台の鉄道沿線を周りながらクイズで競う。なお、放送日時は初めて放送された日時を記載し、再放送については関西編の番組が全国放送された場合を除いて記載しないものとする。

### 放送リスト

#### 2016年
『南海電鉄の陣』（関西編 第1弾）
- ［関西］ 2016年9月22日 8:50 - 9:33（総合）、［全国］ 2017年3月14日 15:15 - 15:58（BSプレミアム）
  - 「タレントチーム」、「女子萌えチーム」（メンバーの中に南海女子鉄のメンバーが含まれていた）。「若手社員チーム」の3チームがクイズで競う。関西空港駅を南海の主力車両のラピートでスタートし、住ノ江検車区、千代田工場を見学。河内長野駅から真田赤備え列車に乗り、天見駅で南海ホークスOBが運営している少年野球チーム「大阪南海ボーイズ」との邂逅を経て、『真田丸』の舞台・九度山で最終決戦を行った。

#### 2017年
『京阪電車の陣』（関西編 第2弾）
- ［関西］ 2017年4月15日 17:10 - 18:00（総合）、［全国］ 2017年7月25日 15:10 - 16:00（BSプレミアム）【メ】
  - 「タレントチーム」、「同志社大学鉄道同好会チーム」、「若手社員チーム」の3チームがクイズで競う。中之島駅をスタートし、京橋駅を通過して、寝屋川車庫、くずはモール（「SANZEN-HIROBA」の京阪旧3000系）、男山ケーブルに立ち寄り、四宮駅から京阪80型再現塗装の700形に乗ってびわ湖浜大津駅まで行った後、出町柳駅で最終決戦を行った。メーテルは八幡市駅で現れ、男山ケーブルのみの登場。全チームが最後まで正解を書き続け、最後まで接戦が繰り広げられた。

『近鉄電車の陣』（関西編 第3弾）
- ［関西］ 2017年10月1日 8:00 - 8:48（総合）、［全国］ 2017年11月11日 15:05 - 15:55（総合）【メ】【野】
  - 「タレントチーム」、「ママ鉄チーム」、「社員チーム」の3チームがクイズで競う。高安車庫を主力車両の「しまかぜ」でスタートし、大阪上本町駅地下ホームで999（「青の交響曲（シンフォニー）」）が発着するメガロポリス（あべのハルカス）を探していたメーテルと遭遇。地上ホームから「アーバンライナー」で大和西大寺駅まで移動して、大和西大寺駅の平面交差、橿原神宮前駅での線路幅（標準軌と狭軌）の違いを堪能した後、「はかるくん」で五位堂検修車庫へ移動。その後、尺土駅で星野鉄郎役の野沢先生が現れ「青の交響曲（シンフォニー）」であべのハルカスへ移動し、最終決戦を行った。
    - 当初関西地区では同年9月17日 8:00 - 8:48に放送する予定だったが、台風18号接近に伴う緊急報道体制のため、災害対策基本法の規定により中止された。

#### 2018年
『東武鉄道の陣』（全国編 第1弾）
- ［全国］ 2018年2月21日 22:00 - 23:00（BSプレミアム）【メ】
  - 初の関東ロケ。「タレントチーム」、「東京理科大学鉄道研究会」チーム、「若手社員チーム」の3チームがクイズで競う。当番組初の蒸気機関車SL大樹（下今市機関区）を見学した後、新型特急リバティで移動。急行りょうもうなどの車両や体験施設（南栗橋車両管区）、東向島駅最寄りの東武博物館を経て東京スカイツリーで最終決戦を行った。メーテルは前乗りし、下今市機関区で早々と登場。リバティー車内で車内放送をしたり、東武特急の歴史を紙芝居で紹介するなどした。

『阪神電車の陣』（関西編 第4弾）
- ［関西］ 2018年5月11日 20:00 - 20:43（総合）、［全国］ 2018年8月4日 18:45 - 19:27（BSプレミアム）【メ】【野】【見&Z】
  - 「タレントチーム」、「ムコジョチーム」、「若手社員チーム」の3チームがクイズで競う。桜川駅をスタートし、尼崎駅から「最新型ジェットカー5700系」に乗車。既にジェットカーに乗って関西を旅していたメーテルと野沢先生とともに尼崎工場、阪神タイガースの本拠地阪神甲子園球場を満喫、途中からひょっこりはんが登場。石屋川車庫を経て「新開地の駅」で最終決戦を行った。出発地点の桜川駅では近鉄電車の陣にも登場した「アーバンライナー」が再登場し、近鉄広報担当者から阪神電車広報担当者への引き継ぎも行われた。またメーテルと野沢先生の偽者が甲子園駅に登場し、本物と対決した。
    - 当初全国版は2018年6月18日 16:10 - 16:53に放送する予定だったが、大阪府北部地震発生に伴う緊急地震速報の発令と、その後の緊急報道体制のため、災害対策基本法の規定により中止された。

『小田急電鉄の陣』（全国編 第2弾）
- ［全国］ 2018年6月23日 22:30 - 23:30（BSプレミアム）【鈴】
  - 2度目の関東ロケ。「タレントチーム」、「国士舘大学鉄道研究会チーム」、「若手社員チーム」の3チームが「歴代ロマンスカーを巡るクイズ旅」に出る。喜多見検車区からGSEに乗って出発し、新宿駅を見学した後、EXEαで移動。歴代特急車（LSE、HiSE、NSE（大野総合車両所）、SE（海老名検車区））を見学した後、箱根湯本駅で最終決戦を行った。鈴川はまず車内販売員に扮して登場し、EXEα車内で歴代ロマンスカー（RSE、EXE、VSE、MSE）をフリップで紹介した後、SE車車内で「走る喫茶室」のコンパニオンに扮して再登場し、クイズを出題。そのまま箱根湯本駅まで同行した。
    - 今回より全国編ではデータ放送と連動して、クイズに参加して出題された問題に答えたり番組で紹介された内容も把握することができる。

『京成電鉄の陣』（全国編 第3弾）
- ［全国］ 2018年11月17日 13:30 - 14:30（BSプレミアム）【メ】【鈴】
  - 3度目の関東ロケ。「タレントチーム」、「東京理科大学鉄道旅行クラブチーム」、「若手社員チーム」の3チームがクイズで競う。日暮里駅を主力車両の「京成AE形スカイライナー」に乗って出発し、成田空港駅、東成田駅、宗吾車両基地を経て葛飾柴又寅さん記念館で最終決戦を行った。メーテルは東成田駅で登場。京成の成田空港駅の歴史を紙芝居で紹介した。また鈴川は宗吾車両基地で登場し、歴代AE車（初代AE形、AE100形）や赤電、青電といった過去の名車を紹介した。宗吾車両基地ではターボ君も登場した。この回以降、挿入歌として「風をあつめて」が起用され、流れる際には「風をあつめて（はっぴぃえんど）」のテロップが出るようになった。

#### 2019年
『阪急電鉄の陣』（関西編 第5弾）
- ［関西］ 2019年2月22日 20:00 - 20:42 （総合）、［全国］ 2019年3月10日 18:45 - 19:27（BSプレミアム）【メ】【野】
  - 「タレントチーム」、「関西大学鉄道研究会チーム」、「社員チーム」の3チームがクイズで競う。梅田駅近くのホテル阪急インターナショナルで待つ出演者の前に世界に1台しかない阪急とのコラボレーションカーに乗って礼二が登場。同ホテルの客室から京都線、宝塚線、神戸線の梅田駅からの3線同時発車を上から見下ろした。その後、京都線の正雀工場へ移動し、箕面有馬電気軌道1形電車や京とれいん雅洛を見学、正雀研修所では研修員と野沢先生が登場。野沢先生と一旦別れて1000系の通称「ポッキー電車」に乗車し十三駅9号線でスイッチバック、神戸線西宮北口駅を経て到着した西宮車庫でメーテルと遭遇。メーテルは西宮車庫で999を見つけたと称してVTRを紹介。VTRでメーテルは斉藤からの呼び出しにより能勢電鉄妙見口駅まで行き、銀河鉄道999が見つかったと能勢妙見山を登って「北極星入口駅」を見た後、「阪神電鉄の陣」放送時に阪神電鉄尼崎工場で改造されていた能勢電鉄の車両が同工場から夜中に出場し、（新開地駅、）西宮北口駅を経て西宮車庫に回送される様子が流された。鉄郎を探し求めるメーテルとも一旦別れ、最後は宝塚線の雅俗山荘へ移動。ここで野沢先生立ち会いのもと、メーテルの化粧をとった、ただのおばさん（野沢先生談）である鈴木さんの出題で最終決戦を行った。

『京王電鉄の陣』（全国編 第4弾）
- ［全国］ 2019年3月2日 23:45 - 24:45（BSプレミアム）【鈴】
  - 4度目の関東ロケ。「タレントチーム」、「青山学院大学鉄道愛好会チーム」、「社員チーム」の3チームがクイズで競う。橋本駅でサンリオラッピング電車に遭遇し、鉄オタが興奮。京王ライナーに乗車して出発。ライバル小田急多摩線と並走した（別名「多摩の陣」）後、若葉台駅からスイッチバックで若葉台検車区に入り、検車庫と工場を見学。次に調布駅から高幡不動駅に出た後、多摩動物公園ラッピング電車に乗車して多摩動物公園駅まで移動し、京王れーるランドで過去の名車（6000系、初代5000系など）を見学。最後は平山城址公園駅最寄りの鉄道研修所を見学し、決戦を行った。鈴川は若葉台検車区で合流。車輪を削った後の鉄屑を紹介した他、新宿駅旧4番線のレールと旧初台駅をVTRで紹介した。

『西武鉄道の陣』（全国編 第5弾）
- ［全国］ 2019年5月22日 21:00 - 21:59（BSプレミアム）【メ】【鈴】【岡】
  - 5度目の関東ロケ。「タレントチーム」、「早稲田大学鉄道研究会チーム」、「社員チーム」が西武12路線乗り鉄クイズ旅に出た。ダイヤゲート池袋からまず池袋駅へ行き、Laviewで池袋線を西上し、所沢駅に到着。小手指車両基地へ行きLaviewの運転室を見学。運転室の遮光窓の機能に鉄オタ興奮。ここでメーテルが合流。鈴川はVTRに登場し、西武秩父線で旅するレストラン「52席の至福」に乗り、同列車を紹介。その後、一行は西武鉄道 司令所に特別潜入。ここで鉄オタ芸人岡安が合流しVTRで新宿線と多摩川線を紹介。その後、西所沢駅から狭山線に乗り、西武球場前駅直前のポイントを堪能。さらに山口線、多摩湖線、国分寺線、西武園線と乗り継ぎ、西武園駅で最終決戦を行った。

『関西私鉄大集合スペシャル』（関西編 スペシャル）
- ［関西］ 2019年7月26日 20:00 - 20:43 （総合）、［全国］ 2019年11月18日 14:45 - 15:28 （BSプレミアム）【メ】【野】
  - 関西私鉄5社をコンプリートしたことを受け、南海・京阪・近鉄・阪神・阪急の5社がスタジオに集結。「タレントチーム」、大学鉄研連合チームである「鉄研オールスターズ」、「社員連合チーム」の3チームでスタジオクイズバトルが繰り広げられた他、各社が持ち寄った部品による夢の車両セットが組まれた。また、スタジオ収録だけではつまらないということで吉川・上野・近田アナの3人とメーテルが関西私鉄5社 代表車両乗りつくし旅のロケに出かけたり、メーテルが子供達に好きな電車の前に並んでもらうVTR問題なども出題された。
  - 代表車両乗りつくし旅…スタートは正雀工場、完成した京とれいん雅洛を堪能したあと正雀駅から阪急京都本線で大阪梅田駅へ、さらに、大阪梅田駅から阪神本線で尼崎駅、さらに阪神なんば線で大阪難波駅へそこからラピートに乗り南海本線で天下茶屋駅、さらに特急こうやに乗り南海高野線で河内長野駅、近鉄長野線で古市駅、ここから青の交響曲に乗り近鉄南大阪線で橿原神宮前駅、近鉄橿原線で大和西大寺駅、しまかぜに乗り近鉄京都線で丹波橋駅へさらに、京阪本線で寝屋川市駅へゴールの寝屋川車両基地で完成した8000系プレミアムカーを堪能。一方メーテルは南海高野線で天空に乗って堪能した。

『西鉄電車の陣』（全国編 第6弾）
- ［全国］ 2019年9月25日 22:00 - 23:00（BSプレミアム）【メ】
  - 初の九州ロケ。「タレントチーム」、「九州大学鉄道研究同好会チーム」、「社員チーム」が西鉄4路線乗り鉄クイズ旅に出た。太宰府駅へ行き、大宰府観光列車旅人（たびと）で太宰府線を西上し、筑紫車両基地に到着。救護車911編成と総工費5億円のレストラン電車THE RAIL KITCHEN CHIKUGOが登場。そして、車両基地近くの住宅街に、昭和時代の車両200形電車が姿を現した。さらに、天神大牟田線、甘木線も堪能。

『名鉄電車の陣』（全国編 第7弾）
- ［全国］ 2019年11月20日 22:00 - 23:00（BSプレミアム）【メ】【鈴】
  - 初の中部ロケ。「タレントチーム」、「名古屋大学鉄道研究会チーム」、「社員チーム」が名鉄の名車めぐりクイズ旅に出た。中部国際空港駅で2000系 ミュースカイに乗り名鉄名古屋駅へ。1200系 パノラマSuperに乗り東岡崎駅へ。メーテルが8800系 パノラマDXの貴重映像を紹介。鈴川が築港線のダイヤモンドクロッシングをリポート。舞木検査場では7000系 パノラマカーや9500系が登場。さらに、6000系で三河線を満喫。最終決戦の鞍ヶ池公園ではモ800形が登場し鉄オタたちも懐かしを感じた。

#### 2020年
『東急電鉄の陣』（全国編 第8弾）
- ［全国］ 2020年3月18日 21:00 - 22:00（BSプレミアム）【岡】
  - 6度目の関東ロケ。「タレントチーム」、「駒澤大学鉄道研究会チーム」、「社員チーム」が東急沿線乗り鉄クイズ旅に出てクイズバトルを展開。元住吉検車区では、2019年デビューの3020系や5050系4000番台 Shibuya Hikarie号が登場。東急バス内では旧7000系や熊本電気鉄道の旧5000系 青ガエルが登場。長津田検車区では総合検測車 TOQiが登場。さらには渋谷ブリッジの大カーブ跡地を歩き、上町車庫では、幸せの招き電車に乗り堪能。下高井戸駅近くのレストランで最終決戦。

『もう一度見たい超激レア映像スペシャル』（全国編 スペシャル）
- ［全国］ 2020年7月31日 22:00 - 23:00（BSプレミアム）【メ】【鈴】
  - 新型コロナウイルスの感染拡大と、改正・新型インフルエンザ等対策特別措置法に基づく緊急事態宣言の発令によりロケが制限された事から制作された特別篇。
  - 6回にわたる関東ロケ収録の様子を編集で泣く泣くカットされたシーンを大放出。未公開シーンや「あるある」ソングの一挙放出といったお祭り企画を展開する。

『東京メトロの陣』（全国編 第9弾）
- ［全国］ 2020年10月30日 22:00 - 23:00（BSプレミアム）【鈴】【岡】
  - 7度目の関東ロケ。前回同様のスタジオパートが中心となり、ロケでは新型コロナウイルス感染症対策を施したうえで収録したため、これまでの回と異なり、出演者がそれぞれ別の場所でロケをして、スタジオでVTRを見ながらその場所に関する出演者自身も知らない問題を解答する形式になった。クイズバトルは「鉄道研究会チーム」と「社員チーム」の参加はなく、スタジオで「タレントチーム」レギュラー解答者の吉川、村井とゲスト出演の三四郎の計4名による個人戦となった。
  - 礼二、スーツ、相田は「鉄オタ号」（南北線9000系）に乗車し、南北線、有楽町線、千代田線をノンストップで縦断した。
  - 村井、鈴川は2021年2月デビュー（予定）の17000系に乗車。さらに、東京メトロ最古の渋谷駅構内路線で銀座線1000系に乗車。また、ごく短期間使用された幻の新橋駅も紹介された。
  - 吉川、岡安が総工費200億円の総合研修訓練センターに潜入。想定トラブル150種類のシミュレーターやビル内のきわめてリアルな模擬駅設備を体験。

『JR西日本の陣』（関西編 第6弾）
- ［関西］ 2020年11月20日 19:57 - 20:42（総合）、［全国］ 2021年1月23日 15:30 - 16:15（BSプレミアム）【メ】【野】
  - 初のJRは西日本。解答者は「吉川・斉藤チーム」と「大阪市立大学鉄道同好会チーム」の2組になり、681系を貸し切ってアーバンネットワークエリアを舞台にした乗り鉄クイズバトル旅を展開した。吹田総合車両所京都支所では、事業用車クル・クモル145の荷台に乗り込み、特別走行。京都鉄道博物館では、扇形車庫で転車台に載って回転するC62形蒸気機関車を野沢先生の説明のもと見物、運転シミュレーター（訓練用）も体験。0系新幹線にまつわる問題に解答した後、最終決戦を行った。1問目は大阪駅で出題されたが、正解発表直後に判定に誤りがあったことがわかり、急遽両チームにお詫びの10ポイントが進呈された。メーテルはJR西日本の特急列車を乗り継いで駅弁リサーチ、その様子をVTRで紹介した。近田アナの指示の通り吹田総合車両所京都支所まで来たメーテルだったが、吉川たちの言及により銀河鉄道（WEST EXPRESS 銀河）は出雲市に停車中とのことが最終的に発覚した。

#### 2021年
『JR東海・東海道新幹線の陣』（全国編 第10弾）
- ［全国］ 2021年5月21日 22:00 - 23:00（BSプレミアム）
  - 2度目の中部ロケ。JR編第2弾は東海。吉川、村井、こがけんが東海道新幹線沿線（東京〜新大阪）を舞台にした乗り鉄クイズバトル旅を展開する。浜松工場では新幹線N700Aがお目見え。さらに大井車両基地に所有するドクターイエローをスーツ、川西（和牛）が体験。
  - 当初は2021年1月の時点で2月12日22:00に放送すると告知があったが、延期されていた。
  - 「風をあつめて」は流れたが、この回よりテロップ表示は出なくなった。

『相模鉄道の陣』（全国編 第11弾）
- ［全国］ 2021年10月29日 22:00 - 23:00（BSプレミアム）【野】
  - 8度目の関東ロケ。吉川、村井が相模鉄道沿線を舞台とした乗り鉄クイズバトル旅を展開する。野沢先生は今回解答者として登場。吉川と鈴木拓が建設中の新横浜駅に潜入した。

#### 2022年
『オオサカメトロの陣』（関西編 第7弾）
- ［関西］ 2022年3月10日 19:57 - 20:42（総合）、［全国］ 2022年3月13日 15:30 - 16:15（BSプレミアム）【メ】【野】
  - 当初は2022年3月3日に放送予定だったが、31都道府県に発令されていた新型コロナウイルスまん延防止等重点措置の期限延長に伴う内閣総理大臣・岸田文雄の記者会見に関連したNHKニュース7の放送時間拡大により中止。10日に振替となった。
  - 地下鉄編第2弾は大阪。解答者は吉川正洋VSオオサカメトロ社員チームの一戦。

『JR東日本・山手線の陣』（全国編 第12弾）
- ［全国］ 2022年3月18日 22:00 - 23:00（BSプレミアム）【鈴】
  - 9度目の関東ロケ。JR編第3弾は東日本。新型コロナウイルスの濃厚接触者と判定された礼二の代わりに吉川がMC代行。解答者は村井、酒井（ザ・マミィ）、伊藤。

『東武鉄道の陣「第二戦」』（全国編 第13弾）
- ［全国］ 2022年5月28日 15:30 - 16:31（BSプレミアム）
  - 10度目の関東ロケ。第一戦同様、下今市駅からスタート。第一戦では乗らなかったSL大樹に乗車した後、スペーシアで南栗橋車両管区へ移動。他に浅草駅名物を紹介するVTR（レポーターは吉川と土屋伸之）と東上本線所属の10030系が南栗橋車両管区から秩父鉄道秩父本線を経由して寄居駅まで「社用品の回送」をされる様子を紹介するVTR（レポーターは岡安と伊藤）も流れた。あるあるネタは東武東上本線が題材となった。

『近鉄電車の陣「第二戦」』（関西編 第8弾）
- ［関西］2022年9月22日 19:57 - 20:42（総合）、［全国］ 2022年11月11日 23:00 - 23:45（BSプレミアム）
  - 2度目の近鉄電車の陣。タレントチームと近鉄社員チームが激突。東花園車庫で観光特急「あをによし」とその元となった「12200系」を堪能。さらには「あおぞらII」と遭遇した後、「あをによし」で上本町駅に出て、団体専用特急「楽」に乗り換え。高安車庫では名阪特急「ひのとり」が登場。車内では酒井藍五郎が乱入。大和西大寺駅に出た後、「中川デルタ」（大阪線、名古屋線、中川短絡線）の一日を撮影し、通過する特急車の本数が問題に。そして生駒ケーブルカーと松竹芸能の韋駄天こと森脇が対決。最終決戦は生駒山上遊園地で行われた。

『2時間SP!鉄道開業150年&JR東日本・新幹線の陣』（全国編 第14弾）
- [全国] 2022年10月15日 19:30 - 21:30（BSプレミアム）
  - 鉄道開業150年を記念し、次の2本立ての2時間スペシャルとなった。
    - 鉄道博物館で鉄道の歴史を振り返った。解答者は村井、伊藤、アルコ&ピース。蒸気機関車（1号機関車）をメーテル、特急列車（国鉄181系電車）を鈴川、通勤電車（国鉄101系電車）を岡安が紹介した。なお、特急列車と通勤列車の合間に海里を紹介するロケ映像（中川家、吉川、村井、伊藤、こがけんが参加）が流れた。レーザーラモンRGは鉄オタあるあるを出題した。
    - E5系で新幹線総合車両センターへ移動して東北新幹線などJR東日本が運行する新幹線の歴史を振り返った。解答者は吉川、村井、ジョイマン。六角精児もVTRで出演し、クイズを出題した。レーザーラモンRGは新幹線あるあるを出題した。

『南海電鉄の陣「第二戦」』（関西編 第9弾）
- [関西] 2022年11月10日 19:57 - 20:42（総合）、［全国］ 2022年11月11日 23:45 - 11月12日 0:30（BSプレミアム）
  - 2度目の南海電鉄の陣。タレントチームと社員チームが激突。和歌山市駅隣接の和歌山車庫で「かしら」を見学後、「サザン・プレミアム」で岸和田駅まで移動。鉄道研修センターを見学した後、高石駅からラピートに乗り込んで住之江検車区へ移動し、最終決戦が行われた。最終決戦では、とある日の平日の7時から19時まで浜寺公園駅付近で立体交差する阪堺電気軌道阪堺線を走る電車と南海本線を走るラピートが何回「完全交差」するかを当てる問題が出題された。

#### 2023年
『JR貨物の陣』（関西編 第10弾）
- [関西] 2023年3月17日 19:57 - 20:42（総合）、[全国] 2023年9月18日 10:20 - 11:05（総合）
  - 安治川口駅からスタートし吹田機関区へ移動。その後は吹田貨物ターミナル駅へも移動して斉藤雪乃（→森脇健児）と吉川の「レギュラーチーム」と小倉沙耶と徳永ゆうきの「初登場チーム」が雌雄を決した。

『京急電鉄の陣』（全国編 第15弾）
- [全国] 2023年3月21日 9:00 - 10:00（BSプレミアム）
  - 金沢文庫駅を出発し、久里浜工場へ移動。その後、横浜駅へ移動。ここまでは移動には1000系1890番台を使用。構内アナウンスを礼二が体験後、京急ミュージアムで最終決戦を行なった。

『京阪電車の陣「第二戦」』（関西編 第11弾）
- [関西] 2023年7月21日 19:57 - 20:43（総合）、[全国] 2023年11月18日 10:40 - 11:25（BSプレミアム）
  - 2度目の京阪電車の陣は京阪ゆかりの芸能人を集め、吉川と森脇、久野と吉田のチームが対決した。くずはモールで5000系を見学。その後、研修施設で運転シミュレーターを体験。樟葉駅から2600系に乗車して寝屋川車庫へ移動。京阪の車両の寿命を長持ちさせる取り組みが紹介された後、3000系に乗車。プレミアムカーを楽しんだ後、複々線区間を通って中之島駅へ移動しながら、最終問題で複々線区間で同時に映り込んだ5列車の種別を当てる問題に挑戦した。

『JR西日本・山陰の陣』（全国編 第16弾）
- [全国] 2023年7月21日 21:30 - 22:30（BSプレミアム）
  - 「タレントチーム」、ニッチェ、「鳥取大学鉄道研究会チーム」が山陰本線の米子ー出雲市間で対決した。後藤総合車両所運用検修センターからスタート。扇型機関庫と転車台、更にはDD51の車内に潜入。米子駅から観光列車「あめつち」に乗車して移動。WEST EXPRESS 銀河の京都駅発米子駅行のレポートが挿入された後、後藤総合車両所出雲支所で381系を見学した。

『関西私鉄大集合スペシャル「第二戦」』（関西編 スペシャル）
- [関西] 2023年11月29日 19:57 - 20:42 （総合）、[全国] 2024年8月18日 2:10 - 2:55（総合）
  - NHK大阪ホールで礼二、メーテルが司会、クイズ解答者は吉川・久野 チームと斉籐・ミサイルマン チーム。客席リポーターは近田アナ。
  - 阪急 - 外装の補修、シートの手作業に潜入。
  - 南海 - ラピートの生みの親が登場。
  - 近鉄 - 連結・切り離しの駅に潜入。
  - 京阪 - カントから御殿山駅までの距離を8000系と森脇健児が対決。
  - 阪神 - 2023年の日本一に輝いた阪神タイガースを影で支えた甲子園駅の駅長に密着。

『BS鉄道番組大集合スペシャル』
- [全国] 2023年12月1日 21:00 - 21:30（NHK BS）
  - 放送当日に実施予定のBS放送波再編により、「NHK BS」が誕生することを記念した特別番組。BSにて放送されている同じ鉄道番組の『六角精児の呑み鉄本線・日本旅』、『中井精也のてつたび!』、『ニッポンぶらり鉄道旅』とのコラボレーション企画を行った。

『都営交通の陣』（全国編 第17弾）
- [全国] 2023年12月8日 20:15 - 21:15（NHK BS）
  - 鉄オタタレント、ぽる塾、早稲田大学鉄道研究会が対決した。まず都電荒川線三ノ輪橋停留場を9000形でスタートし、荒川車庫へ移動して7000形を見学。次に志村車両検修場へ移動して都営三田線の新車6500形を見学。そして馬込車両検修場へ移動し、都営大江戸線の車両を牽引して回送するための機関車E5000形を見学。実際に汐留連絡線を使って回送する様子のレポートも流された。

#### 2024年
『阪急電鉄の陣 第二戦』（関西編 第12弾）
- ［関西］2024年3月8日 19:57 - 20:42（総合）、[全国] 2024年3月22日 20:15 - 21:00（NHK BS）
  - 鉄オタチームと阪急ユーザーチームが対決。大阪梅田の阪急電鉄社員食堂からスタート。梅田駅を同時刻に発車した京都線、宝塚線、神戸線の電車の十三駅への着順が出題された後、淡路駅へ移動し、高架化工事を紹介。その後、正雀車庫へ移動して新型車両2300系が紹介された。

『東京メトロの陣 第二戦』（全国編 第18弾）
- [全国] 2024年3月30日 1:45 - 2:45（NHK BS）
  - 「タレントチーム」、「明治大学鉄道研究会チーム」、「東京メトロ社員チーム」が雌雄を決した。今回は銀座線と丸ノ内線が中心となった。上野検車区をスタートし、1000系の特別仕様車を貸し切って移動。途中、末広町駅で消灯して万世橋駅跡を見学したり、ポイント通過時での室内天井灯の消灯と予備灯の点灯も体験したりした。そして赤坂見附駅手前の構内渡り線で丸ノ内線に入線し、中野車両基地へ移動。かつて丸ノ内線を走っていた500形や工場を見学。最後はリニューアル工事が行なわれている南砂町駅を見学した。

『江ノ島電鉄の陣』（全国編 第19弾）
- [全国] 2024年8月22日 21:00 - 22:00（BSプレミアム4K） / 2024年8月27日 18:00 - 19:00（NHK BS）
  - タレントチーム、囲碁将棋チーム、慶應大学 学生団体 鉄道研究会チームが対決した。藤沢駅を出発し、1000形の先頭車両を貸し切って江ノ電全線を乗車し、鎌倉駅まで移動。その後、極楽寺検車区へ移動。保存されている『タンコロ』こと100形電車を見学した後、保線に使用するタイタンパを剛が体験実習。江ノ電ファンが営む喫茶店で過去に撮影された数々の写真を見学した後、江ノ島駅そばにある、たこせん屋で最終決戦を行った。

『オオサカメトロの陣・第二戦』（関西編 第13弾）
- ［関西］2024年11月22日 19:57 - 20:42（総合）、 [全国] 2025年4月6日 0:40 - 1:26（総合）
  - 鉄オタチームと関西芸人チームが対決。今里筋線の清水駅からスタート。80系に乗車して鶴見緑地北車庫から鶴見緑地地下を通る連絡線を経て鶴見検車場に到着。その後、夢洲駅へ移動し、400系を使用した試運転列車でコスモスクエア駅まで往復。最後は斉藤雪乃がVTRに登場し堺筋線天下茶屋駅を発着する大阪メトロの車両（66系）を使用した列車と阪急電鉄の車両を使用した列車の本数が出題された。

『JR東日本・中央線の陣』（全国編 第20弾）
- [全国] 2024年12月19日 9:00 - 10:00（BSプレミアム4K） / 2024年12月24日 18:00 - 19:00（NHK BS）
  - 鉄オタタレントチーム、ティモンディチーム、中央大学鉄道研究会チームが対決した。豊田車両センターで中央線を走るE233系に新しく導入されるグリーン車、201系、映像で183系、165系、115系などを堪能。その後、グリーン車を組み込んだE233系の試運転列車に乗車して豊田車両センターから日野駅、相模湖駅、立川駅へと移動した後、立川総合事務所でJR東日本管内のほぼ全線を実写で体験できる運転シミュレーターを体験した後、最終決戦を行った。

#### 2025年
『阪神電車の陣・第二戦』（関西編 第14弾）
- ［関西］2025年1月24日 19:57 - 20:42（総合）
  - 鉄オタチーム（久野・吉川）と祇園が対決。武庫川駅からスタート。偶然、青銅車5001形が通り、久野と吉川が興奮。その後、駅併設の人道橋で尼崎市側から武庫川を渡って西宮市側へ移動。武庫川線を貸切電車（5500系）で移動。武庫川団地に保存されている、武庫川線で活躍した赤胴車を見学した後、尼崎車庫へ移動してパンタグラフを整備する様子を見学。その後、別の貸切電車（8000系）で移動。阪神なんば線淀川橋梁改築事業を皮切りにメーテルが阪神なんば線の踏切の数を現地調査する様子が紹介され、クイズとして出題。石屋川車庫が阪神・淡路大震災から復興する様子が紹介された後、岩屋駅へ移動し、阪神・淡路大震災被災後に代行バスの発着口として活躍した、ホーム東側の階段を見学。最後はメトロこうべ中央広場で最終決戦を行った。

『西武鉄道の陣・第二戦』（全国編 第21弾）
- [全国] 2025年3月13日 21:00 - 22:00（BSプレミアム4K） / 2025年3月18日 18:00 - 19:00（NHK BS）
  - 2025年は新宿線・国分寺線のルーツとなる鉄道会社が国分寺ー川越間を開通してちょうど130年。今回は「生まれ変わる西武」をテーマとし、新宿線系統が中心となり、「タレントチーム」、「早稲田大学鉄道研究会チーム」、「西武鉄道社員チーム」が対決した。南入曽車両基地でサステナ車両8000系を見学。その後、車両基地に設置された筋トレルームを見学。西武鉄道本社へ移動して社員食堂に潜入し、西武鉄道沿線グルメを満喫。次に東村山駅へ移動し、高架化工事の様子を見学。最後にニューレッドアロー10000系で東村山駅を出発し、上石神井駅2番線、上石神井車両基地、小平駅、萩山駅、小川駅の回送列車用の番線を経由して鷹の台駅2番線へ移動。鷹の台駅2番線ホームで最終決戦を行なった。

『京成電鉄の陣第二戦』（全国編 第22弾）
- [全国] 2025年7月6日 13:00 - 13:59（BSプレミアム4K） / 2025年7月26日 17:00 - 17:59（NHK BS）
  - 「タレントチーム」、「東京電機大学 鉄道研究部チーム」、「京成電鉄社員チーム」が対決した。くぬぎ山車庫からスタート。8800形を京成電鉄に合わせて塗り替えた編成を塗料も含めて見学。その後、くぬぎ山駅からN800形の貸切電車に乗車して松戸線のカーブを堪能。偶然にも新鎌ヶ谷駅ではスカイライナーと遭遇した。京成津田沼駅からは3200形の貸切電車に乗車して宗吾車両基地へ移動。ここで鈴川が京成パンダを引き連れて現れ、過去の名車（3300形、AE100形、3700形）をVTRで紹介。鈴川と別れた後、空港第2ビル駅に出て、スカイライナーのAI顔認証システムを見学。最後はスカイライナーに乗車して東京方面へ向かい、車内で最終決戦が行なわれた。

『大阪モノレールの陣』（関西編 第15弾）
- ［関西］2025年7月18日 19:57 - 20:42（総合）
  - 「鉄オタ タレントチーム」、「大阪大学鉄道研究会チーム」、「社員チーム」が対決した。門真市駅をスタート。大阪モノレールで一番新しい車両の3000系に乗車して万博記念公園駅へ移動。さらに車両基地へ入場し、車両基地を見学。その後、開業当初から走行し収録後の2025年7月12日に引退した1000系前期型04編成 に乗車し、大阪空港駅まで移動。そのまま車庫へ折り返し、斉藤雪乃がレポートした、門真市駅からの延伸区間の工事の様子を観た後、最終問題に挑戦。優勝チームは1000系の運転を体験した。

## コーナー

### RGの鉄オタあるある
VTRでレイザーラモンRGが鉄道をテーマにしたあるあるネタを披露し、それを当てる問題。VTR放送中は小窓で他の出演者も登場して反応し、主に礼二が「早よあるある言え!」等とツッコミを入れ、VTRが終わると礼二が補足を入れた後で「なんで俺がVTRのフォローせなあかんねん!」とツッコミを入れる。
出題時はネタの部分が他の音声で消された状態でVTRが流される。また、RGの口元やテロップも隠される。
RG本人としてRGが登場することもあれば、園長やアーティストなどに扮して登場することもある。
初期はRGが曲を紹介する時に「剛さんの大好きな」という枕詞をつけるのが恒例だったが、全国編第2弾『小田急電鉄の陣』を最後に言わなくなった。実際の元歌は関西編第3弾『近鉄電車の陣』以降、舞台の鉄道沿線ゆかりのアーティストの歌、もしくは舞台の鉄道沿線を題材とした歌になっている。
関西編第1弾『南海電鉄の陣』ではア・カペラで歌うだけであったが、関西編第2弾『京阪電車の陣』以降はカラオケに合わせて細かくカットも割って歌うようになった。全国編第2弾『小田急電鉄の陣』以降の全国編ではカラオケが設置された店でRGが歌う形になり、カラオケの映像にもRGが登場する。
関西編第4弾『阪神電車の陣』から関西編第8弾『近鉄電車の陣「第二戦」』までの関西編では替え歌を歌っていない。ドキュメンタリーやニュース番組のような構成で、よく見るとVTRにヒントが隠されている。『阪神電車の陣』では相方のレイザーラモンHGも登場。関西編第5弾『阪急電鉄の陣』ではメーテル、近田アナウンサーも登場。また『関西私鉄大集合スペシャル』では鈴木さんとメーテルが登場した他、公式サイトや公式Twitterで問題が事前に告知されていた。
なお関西編第9弾『南海電鉄の陣「第二戦」』から関西編は替え歌を歌う形に戻り、関西編第10弾『JR貨物の陣』以降の関西編ではあるあるネタを複数披露した後、最後に問題を出題する形式になった。
『関西私鉄大集合スペシャル』でも描かれている通り、番組ディレクターの松村英志によれば、あるあるネタの候補は複数あり、選ぶのに苦労しているとのことである。
以下の表のうち、太字になっているところは解答の部分である。
全国編第6弾『西鉄電車の陣』以降の全国編ではあるあるがリピートされている。
| 番組サブタイトル                   | 場所                                         | 曲名・アーティスト                                      | あるあるネタ                                                                 | 詳細 |
| ---------------------------------- | -------------------------------------------- | ------------------------------------------------------- | ---------------------------------------------------------------------------- | --- |
| 南海電鉄の陣                       | 通天閣                                       | 「夢見る少女じゃいられない」 相川七瀬                   | 今宮戎でとまらない                                                           | 南海電車（ラピート）が走る様子を映した後、ビリケンさんの前でア・カペラで歌い踊る様子が流された。ただし、相川は大阪市出身ではあるが阪急京都線沿線育ちである。 |
| 京阪電車の陣                       | ひらかたパーク                               | 「アゲハ蝶」 ポルノグラフィティ                         | 中書島でめっちゃ傾きがち                                                     | ひらかたパーク代理園長という設定。出題VTRは寝屋川車庫でもロケ。 |
| 近鉄電車の陣                       | 天美車庫                                     | 「浪花節だよ人生は」 細川たかし                         | 西大寺より先に行った事がない                                                 | 細川たかしもとい「こぶしたかし」の格好で登場。「青の交響曲（シンフォニー）」に乗り込み、車内を舞い歩いた。出題VTRは花園ラグビー場、鶴橋の焼肉屋でもロケ。 |
| 東武鉄道の陣                       | 東武動物公園                                 | 「ずっと好きだった」 斉藤和義                           | 浅草駅でめっちゃ減速しがち                                                   | 東武宇都宮線沿線出身の斉藤和義に扮し、「ふるさとの栃木からやってきた」という設定。出題VTRは南栗橋車両管区でもロケ。 |
| 阪神電車の陣                       | 武庫川駅                                     | （歌はなし）                                            | 春、力士に遭遇しがち                                                         | 『プロフェッショナル 仕事の流儀』のパロディ。RG扮するスティーブ・ジョブズにHGが阪神電鉄の高架下の利用を紹介。まず大物実習所で高架と高架下を体を使って説明後、転轍機の操作や線路の保線作業を実習し、次に阪神野菜栽培所でレタス栽培、阪神しいたけ栽培所で椎茸栽培を見学した。さらに、HGのインタビューを流し、HGが描いた絵「高架下のジョブズ一行」の披露を行った。その後、RGがあるあるネタを披露した。 |
| 小田急電鉄の陣                     | 大野総合車両所近くのカラオケスナック         | 「あー夏休み」 TUBE                                     | ドアが閉まったあと出発まで間がありがち                                       | RG本人がカラオケにてメンバー全員が小田原線沿線出身のTUBE（前田が厚木市、春畑が町田市、角野と松本が座間市）を歌うという趣向。カラオケの映像は江ノ島、小田原城址公園、大野総合車両所でもロケ。大野総合車両所ではLSEの運転室から顔を出し、鉄オタのブーイングを浴びた。 |
| 京成電鉄の陣                       | 柴又駅から徒歩2分ほどにある居酒屋            | 「矢切の渡し」 細川たかし                               | 駅名に京成ってつけがち                                                       | 前回同様、RG本人がカラオケで歌うという趣向。カラオケの映像は矢切の渡しなどでもロケし、映画『男はつらいよ 純情篇』の名場面を再現。 |
| 阪急電鉄の陣                       | あるある官邸                                 | （歌はなし）                                            | 淡路駅手前で信号待ちしがち                                                   | 阪急を特集した研修ビデオと題して披露されたのは『ニュースほっと関西』をもじった「鉄オタほっと関西」。キャスターは近田雄一アナウンサー。阪急電鉄が日本で初めて手がけたもの（ターミナル駅直結の百貨店（阪急百貨店）、沿線の宅地開発および住宅ローン（実際のロケ地は雅俗山荘）、そして日本で初めて自動改札機を設置した北千里駅）を紹介し、それを知っているかどうかを一般人（RG扮する落合博満とメーテルの夫婦）に街頭インタビューする映像が流れた。そしてRGとメーテルの2人は立体交差の工事の様子を見物。直後に阪急電鉄のあるあるネタが決まったという臨時ニュースが入り、あるある官邸からの記者会見の模様が差し込まれた。ネタ自体はRGが付箋付きのフリップで披露し、解答編ではメーテルが付箋を剥がした。 |
| 京王電鉄の陣                       | 京王電鉄本社そばにあるスナック               | 「真夏の夜の夢」 松任谷由実                             | 新宿駅で停車中の電車を通路にしがち                                           | RG本人がカラオケで歌うという趣向。カラオケの映像は若葉台検車区、京王デヤ901・902形電車、検測車DAX車内、下北沢ケージ、京王れーるランド、富士見ヶ丘検車区および京王1000系でもロケをし、八王子市出身の松任谷由実に扮した。前記の通り、本編では登場しなかった京王井の頭線でもロケを行っている。 |
| 西武鉄道の陣                       | 池袋駅そばにあるカラオケスナック             | 「星空のディスタンス」 THE ALFEE                        | 車内放送でライオンズの予告先発投手を教えがち                                 | 秩父郡出身の桜井賢に扮してベースを持ち歌うが、メンバーの坂崎幸之助（東京）と高見沢俊彦（埼玉）にも扮し、3名同時に登場する場面もあり、としまえん、豊島園駅、玉川上水車両基地、新桜台駅でもロケを行い、本編では回ることができなかった豊島線、拝島線、西武有楽町線を補完して西武線完全制覇をアシストした。なお、THE ALFEEは初めての野外コンサートが所沢航空記念公園であり、西武ドーム、川越市、秩父市でもライブを開催している。 |
| 関西私鉄大集合スペシャル           | あるある官邸                                 | （歌はなし）                                            | 私鉄が便利すぎて関西の大学生 実家から2時間くらいかけて通学させられがち       | 臨時番組「令和元年関西私鉄あるある決まる」キャスターは鈴木富有子と出渕誠（RG）。ここで画面が切り替わり、関西私鉄あるあるネタを決める有識者会議の様子が映された。有識者会議にはRGのほか、これまでのあるあるネタVTRにも登場した、こぶしたかし、落合博満、リーチマイケルが集まった。有識者会議が終わったところで出てきた有識者に記者が殺到。それぞれコメントを述べた。なおリーチマイケルの言葉をメーテルが通訳した。ここでスタジオに戻り、鈴木と出渕がこれまでのあるあるネタを振り返った。そしてあるあるネタが決まったという臨時ニュースが入り、あるある官邸からの記者会見が行われた。ネタ自体はRGが付箋つきフリップで披露した。                                                                     |
| 西鉄電車の陣                       | 西鉄福岡（天神）駅そばにあるカラオケスナック | 「贈る言葉」 海援隊                                     | 駅の液晶案内表示器がバリ回転しがち                                           | 博多区出身の武田鉄矢に扮する。カラオケの映像では海援隊や『プロゴルファー織部金次郎』の織部金次郎、『刑事物語』の片山刑事、『幕末青春グラフィティ 坂本竜馬』の坂本龍馬を演じる。 |
| 名鉄電車の陣                       | 神宮前駅そばのスナック                       | 「マツケンサンバII」 松平健                             | 6000系の系統板で宣伝しがち                                                   | 豊橋市出身の松平健に扮したRGが名鉄沿線でマツケンサンバを踊るという構成。正解後の映像の最後に映し出された6000系の系統板に、南知多ビーチランドで開催の「こどもスタジオ NHKキッズキャラクター大集合」がはめられていたことから、村井から「ちゃんとNHK（の宣伝）だし」と指摘される。 |
| 東急電鉄の陣                       | 三軒茶屋駅近くのスナック                     | 「All my treasures」 織田裕二                           | 駅と駅の間がくっつきがち                                                     | 川崎市出身の織田が演じた『踊る大捜査線』の青島俊作、『東京ラブストーリー』のカンチ（永尾完治）のほか、織田がメインキャスターを務めている世界陸上繋がりで室伏広治、為末大にも扮した。 |
| 東京メトロの陣                     | 丸ノ内線 新宿駅近くの1人カラオケ専門店       | 「クリスマス・イブ」 山下達郎                           | ちょっと離れた駅もひとつにまとめがち                                         | 池袋出身の山下に扮した他、「クリスマス・イブ」がCMソングとして使われていた某大手鉄道会社のCMに出演していた深津絵里にも扮した。 |
| JR西日本の陣                       |                                              | （歌はなし）                                            | 国鉄時代の車両から更新された新車は高スペックなため進化の度合いが激しすぎがち | NHK大阪拠点放送局制作の報道番組『かんさい熱視線』をもじった「かんさい鉄視線」で近田アナがJR西日本の各種取り組みを紹介。そのVTRの中でRGが『半沢直樹』に登場する人物（伊佐山泰二・渡真利忍）に扮して登場した。そしてあるあるネタが決まったという情報を入れ、RGがあるあるネタを付箋つきフリップで披露した |
| JR東海 東海道新幹線の陣            | 品川駅近くのカラオケボックス                 | 「AMBITIOUS JAPAN!」 TOKIO                              | 下りののぞみは三河安城駅を定刻通り通過しがち                                 | 東海道新幹線沿線でロケ。「AMBITIOUS JAPAN」を歌唱し、CMにも出演したTOKIOのメンバー、長瀬智也と城島茂に扮した。 |
| 相模鉄道の陣                       |                                              | 「STORM」 LUNA SEA                                      | 相鉄に乗ると横浜の広さを実感しがち                                           | 相模鉄道沿線でロケ。大和市出身のRYUICHIに扮した他、同じLUNA SEAのメンバーである真矢にも扮した。 |
| オオサカメトロの陣                 |                                              | （歌はなし）                                            | 日本橋に行きたい人、日本橋駅より恵美須町駅で降りがち                         | オオサカメトロ沿線でロケ。スタンプ台紙にあるオオサカメトロの駅スタンプから、他社線に乗り換えられる駅を探し出せとの、ある沢拓司（伊沢拓司）からの挑戦状を受け、近田アナとメーテルがスタンプラリーに挑戦した。最後のスタンプ獲得を賭け、ある沢拓司から『オオサカメトロあるある』クイズが出題された。 |
| JR東日本 山手線の陣                | 池袋駅近くのカラオケボックス                 | 「前前前世」 RADWIMPS                                   | 京浜東北線と並走するとき乗っている人と目が合うと気まずくなりがち             | 鉄道博物館でロケ。渋谷区出身の野田洋次郎に扮した他、前前前世が使われた映画『君の名は。』の山手線に乗るシーンを再現。 |
| 東武鉄道の陣「第二戦」             | 池袋駅近くのカラオケボックス                 | 「ONLY LOVE」 HOUND DOG                                 | 東上線ユーザーは「次は成増になります」とダジャレ言いがち                     | 埼玉県越生町で幼少時代を過ごした大友康平に扮した。カラオケの映像には下板橋駅構内留置線、軌道モーターカー、東武鉄道の前身東上鉄道開通の記念碑、練馬区立電車の見える公園、柳瀬川（の鉄橋）、上板橋駅〜東武練馬駅、下板橋駅、東武博物館、浅草東武ホテル運転シミュレータールームが登場。 |
| 近鉄電車の陣「第二戦」             | かぎろひ                                     | （歌はなし）                                            | 奈良でデートの時は近鉄奈良駅の行基菩薩像前で待ち合わせしがち                 | 中川家王（東大王）こと、ある沢拓司が、あるレーザー（カズレーザー（メイプル超合金））から近鉄あるあるを出題された。 |
| 鉄道開業150年&JR東日本・新幹線の陣 | 新橋駅近くのカラオケスナック                 | 「Winter,again」 GLAY                                   | 鉄道オタクは子どもの名前を特急の愛称にしがち                                 | 鉄道開業150年ということで鉄オタあるあるを出題した。曲はJRのCMに使われたことからの選曲でカラオケの映像は鉄オタの聖地を回った。 |
| 鉄道開業150年&JR東日本・新幹線の陣 | 上野駅近くのカラオケスナック                 | 「俺ら東京さ行ぐだ」 吉幾三                             | 鉄道ファンは福島駅と盛岡駅で一時下車して連結するところを見がち               | JR東日本・新幹線あるあるを出題した。吉幾三が青森県出身であることにちなんでの選曲で、カラオケの映像では東北新幹線の各所を回った。 |
| 南海電鉄の陣「第二戦」             | 観光列車「天空」車内                         | 「サンダーストーム」 天龍源一郎の入場テーマ             | 岸里玉出駅10回言ったら一度は噛みがち〜                                       | 天空源一郎（天龍源一郎）が天空に乗り込み、天空を紹介。そして「剛さんの大好きな天龍源一郎の入場テーマ」である「サンダーストーム」に歌詞をつけて出題した。 |
| JR貨物の陣                         | 吹田機関区                                   | 「世界の車窓から」の音楽                                | 貨物運転士はブレーキの回数を自慢しがち                                       | 演歌歌手のある江裕（大江裕）がJR貨物で機関車の運転士となり（なお普段の姿も披露）、EF66 27の脇などでロケした後、「剛さんの大好きな」「世界の車窓から」の音楽にのせて貨物運転士あるあるを披露し、JR貨物の運転士と話をした後、フリップで出題。 |
| 京急電鉄の陣                       | 品川駅近くのカラオケボックス                 | 「夏色」 ゆず                                           | 品川駅で普通浦賀行きがすぐ後ろでスタンバイしがち                             | 上大岡駅の接近メロディーに使われていることに因む選曲で京急沿線でロケ。幻の駅と呼ばれる新品川でもロケを行った。 |
| 京阪電車の陣「第二戦」             | 叡山電車八瀬比叡山口駅など                   | 「HOT LIMIT」T.M.Revolution                             | 安いけどビール買うから高くつきがち                                           | 滋賀県観光大使を務めるRGレボリューション（T.M.Revolution）が京阪電鉄系列の八瀬比叡山口駅を皮切りに京阪のユニークすぎるやりすぎあるあるをいろいろと披露し、京橋駅のフランクフルトのあるあるをクイズとして出題。 |
| JR西日本 山陰の陣                  | 米子駅近くのスナック                         | 「元気を出して」竹内まりや                              | 国鉄車両は国鉄のマークを逆につけられがち                                     | 国鉄車両あるあるを披露。山陰本線沿線でロケ。竹内まりやが島根県出身であることからの選曲。 |
| 関西私鉄大集合スペシャル 第二戦    | 寝屋川車庫など                               | ウィ・ウィル・ロック・ユー クイーン                     | （出題なし）                                                                 | 自称鉄オタ「フレディ・トッキュ（特急）リー」（フレディ・マーキュリー）に扮装し、鉄オタあるあるをいくつか披露した。 |
| 都営交通の陣                       | 神保町駅近くのスナック                       | 「今宵の月のように」 エレファントカシマシ               | 大江戸線はぐるっと1周していると勘違いしがち                                  | 東京都北区出身のメンバーがいることからの選曲で本編では登場しなかった日暮里・舎人ライナー、新宿線、大江戸線沿線でもロケを行った。 |
| 阪急電鉄の陣 第二戦                | 西宮車庫                                     | 「マリーゴールド」 あいみょん                           | 車内に人がいないときはきっと座席を指でなぞって文字を書きがち                 | 兵庫県西宮市出身のRGみょん（あいみょん）が地元の西宮車庫で凱旋路上ライブを行った。一部場面では松岡修造にも扮した。 |
| 東京メトロの陣 第二戦              | 上野駅近くのカラオケスナック                 | 「さくら（独唱）」 森山直太朗                           | 車内放送の英語部分も肉声で読みがち がち                                      | 東京都渋谷区出身の森山直太朗に扮した。 |
| 江ノ島電鉄の陣                     | 藤沢駅近くのカラオケスナック                 | 「純恋歌」 湘南乃風                                     | 違う種類の車両を連結して使いがち                                             | メンバー3人が湘南出身であることに因む選曲。各メンバーに扮し、4人全員が揃う場面もあった。 |
| オオサカメトロの陣・第二戦         | 御堂筋線中百舌鳥検車場など                   | 「夢想花」 円広志                                       | 踏切ないのに踏切音聞こえがち                                                 | コーナー全体が関西テレビ『よ～いドン!』の「となりの人間国宝さん」のパロディになっており、RGは同番組のMCである円広志に扮して御堂筋線のあるあるネタをいくつか披露し、オオサカメトロの職員が解説した。 |
| JR東日本・中央線の陣               | 高円寺駅近くのカラオケスナック               | 「Get Wild」 TM NETWORK                                 | 飲み会帰りは席が空いていても立ちがち                                         | 府中市や立川市出身のメンバーがいることに因む選曲。各メンバーに扮し、3人登場する場面もあった。 |
| 阪神電車の陣・第二戦               | 尼崎車庫など                                 | 「サーベル・タイガー」 タイガー・ジェット・シンの入場曲 | 直通特急を待っているとき阪神電車か山陽電車かどちらの車両か予想しがち         | 尼崎車庫で素顔で登場してジェットカーを紹介した後、タイガー・ジェットカー・シンに扮装。「剛さんが大好きなタイガー・ジェット・シンの入場曲」である『サーベル・タイガー』に乗せて阪神電車あるあるをいくつか歌い上げた。 |
| 西武鉄道の陣・第二戦               | 池袋駅近くのカラオケスナック                 | 「DESIRE -情熱-」 中森明菜                              | 終点じゃないのにご乗車ありがとうございましたと言いがち                       | 中森明菜が清瀬市出身である事に因む選曲。本編ではまわらなかった池袋線沿線（小手指車両基地、エミテラス所沢など）を中心にロケを行なった。なお、前回（西武鉄道の陣）と同じ店である事を吉川と村井が指摘した。 |
| 京成電鉄の陣第二戦                 | 京成上野駅近くのカラオケスナック             | よー、そこの若いの 竹原ピストル                         | 踏切の警報音が倍速になりがち                                                 | 千葉県千葉市出身という事からの選曲。くぬぎ山車庫、宗吾車両基地などでロケした |
| 大阪モノレールの陣                 | 大阪モノレール車両基地など                   | 「目を閉じておいでよ」 BARBEE BOYS                      | 大阪モノレールの展望席に座っているとき ほら子供が来たら席譲るか迷いがち      | KONTA（レーザーラモンRG）と杏子（椿鬼奴）が「剛さんの大好きな曲」である『目を閉じておいでよ』に乗せて大阪モノレールあるあるをいくつか歌い上げた。 |

なお、『南海電鉄の陣』と『京阪電車の陣』ではRGのあるあるソングがエンディングとなっていた。
| 番組サブタイトル | 場所         | 曲名・アーティスト                  | あるあるネタ               |
| ---------------- | ------------ | ----------------------------------- | -------------------------- |
| 南海電鉄の陣     | 住ノ江検車区 | 「LOVE LOVE LOVE」 DREAMS COME TRUE | 時々肉まんの匂い充満しがち |
| 京阪電車の陣     | 寝屋川車庫   | 「DESIRE -情熱-」 中森明菜          | 冷房めっちゃ効いてる       |

## レギュラー出演者
太字は鉄道BIG4のメンバーである。
司会
- 中川家（剛・礼二）
  - 『東武鉄道の陣』以降は2人とも取り上げられる鉄道会社の制服を着用。その際、礼二は駅長の制服と赤帯が入った制帽も着用する。
    - 『京阪電車の陣』では、礼二のみ鉄道員の制服を着用。
    - 『東武鉄道の陣』では、剛はSLの機関士の格好をしている。
    - 『西武鉄道の陣』では、礼二は西武狭山線のみ、西武ライオンズのユニフォームを上に羽織っている。
    - 『関西私鉄大集合スペシャル』では出身地ゆかりの京阪の制服を着用した。
    - 『近鉄電車の陣「第二戦」』以降の関西編では、礼二のみ鉄道員の制服を着用。
    - 『関西私鉄大集合スペシャル「第二戦」』と『阪急電鉄の陣 第二戦』に剛は出演していない。

  - 鉄道好きな礼二が進行を担当し、鉄道に興味がない剛は助手を務める。また2人とも時折持ちネタを披露する。
  - 一方、剛は機械好きなので鉄道会社の工場へ行くと興味津々となる。そのため、整備士の制服を着用する場合もある。

レギュラー解答者（タレントチーム）
南田は『阪急電鉄の陣』のみの出演だが『鉄オタ選手権 関西編』でのクレジット順に基づき、便宜上、ここに載せる。一部（ミサイルマンなど）を除き、ほぼ全員が鉄オタである。2020年の『東京メトロの陣』以降はチームを解体して個人戦となることが多い。
- 吉川正洋（ダーリンハニー）
  - 鉄道好きのため、優勝にこだわるあまり必死になってボケを拒否したり、『阪急電鉄の陣』での十三駅でのスイッチバックでは後方でロケの予定だったのをわがままを言って先頭に移動したりするなど、頑固な面も持つ。
  - 『関西私鉄大集合スペシャル』では近鉄の制服を着用した。

- 斉藤雪乃（南海電鉄の陣、京阪電車の陣、近鉄電車の陣、阪神電車の陣、京成電鉄の陣、阪急電鉄の陣、関西私鉄大集合スペシャル、JR西日本の陣、近鉄電車の陣「第二戦」、JR貨物の陣、関西私鉄大集合スペシャル「第二戦」、阪急電鉄の陣 第二戦、オオサカメトロの陣・第二戦、大阪モノレールの陣）。
  - 関西編に出演。村井の産休により『京成電鉄の陣』に出演。『阪急電鉄の陣』では産休のため、解答者としてではなくVTRに出演している。『大阪メトロの陣・第二戦』、『大阪モノレールの陣』もVTRでの出演。
  - 『関西私鉄大集合スペシャル』では南海の制服を着用した。

- 村井美樹（東武鉄道の陣、小田急電鉄の陣、京王電鉄の陣、西武鉄道の陣、西鉄電車の陣、名鉄電車の陣、東急電車の陣、もう一度見たい超激レア映像スペシャル、東京メトロの陣、JR東海・東海道新幹線の陣、相模鉄道の陣、JR東日本・山手線の陣、東武鉄道の陣「第二戦」、2時間SP!鉄道開業150年&JR東日本・新幹線の陣、京急電鉄の陣、JR西日本・山陰の陣、BS鉄道番組大集合スペシャル、都営交通の陣、東京メトロの陣 第二戦、江ノ島電鉄の陣、JR東日本・中央線の陣、西武鉄道の陣・第二戦、京成電鉄の陣第二戦）。
  - 全国編に出演。産休により『京成電鉄の陣』には出演せず。
  - 『もう一度見たい超激レア映像スペシャル』では小田急の制服を着用した。

- 上野耕平（阪急電鉄の陣、関西私鉄大集合スペシャル）
  - 鉄オタサックス奏者。
  - 『阪急電鉄の陣』ではサクソフォーンを持ち歩き、阪急電車の音を再現した。この番組のため、事前に阪急電車に乗って音を調べていた。
  - 『関西私鉄大集合スペシャル』では阪急の制服を着用した。

- 久野知美（阪急電鉄の陣、京阪電車の陣「第二戦」、関西私鉄大集合スペシャル「第二戦」、阪神電車の陣・第二戦）
  - 女子鉄アナウンサー。
  - 『阪急電鉄の陣』では産休の斉藤に代わって解答者として出演。
  - 『阪急電鉄の陣』では阪急電車に合わせ、阪急マルーンコーデと新・京とれいんの鉄道ネイルを密かにあしらっていた。
  - 京阪電車沿線の寝屋川市出身。

- 南田裕介（阪急電鉄の陣）
  - 『阪急電鉄の陣』で、当時の久野のマネージャーとして久野とともに出演。

- 伊藤壮吾 （JR東日本 山手線の陣、東武鉄道の陣 第二戦、2時間SP!鉄道開業150年&JR東日本 新幹線の陣）
  - 『東武鉄道の陣「第二戦」』はロケレポーターとして出演

- 西代洋（ミサイルマン）（近鉄電車の陣「第二戦」、南海電鉄の陣「第二戦」、関西私鉄大集合スペシャル「第二戦」）
  - 鉄道好きではないがタレントチームの解答者として出演。

- 岩部彰（ミサイルマン）（南海電鉄の陣「第二戦」、関西私鉄大集合スペシャル「第二戦」）
  - 『南海電鉄の陣「第二戦」』では『武将様』としての登場。最終決戦が行われた住ノ江検車区で一同を出迎えたが、その前に岸和田駅のステンドグラスに描かれた植物を当てる問題の正解を岸和田城で掲示していたことを剛に指摘された。
  - 『関西私鉄大集合スペシャル「第二戦」』では相方の西代とチームを組んで解答者として出演。

- 森脇健児（近鉄電車の陣「第二戦」、JR貨物の陣、京阪電車の陣「第二戦」、関西私鉄大集合スペシャル「第二戦」）
  - 『近鉄電車の陣「第二戦」』と『関西私鉄大集合スペシャル「第二戦」』は伝説のマラソンランナーとしての出演。
  - 京阪電車沿線の枚方市出身。

- 古谷あつみ （南海電鉄の陣「第二戦」）
- 土屋礼央（オオサカメトロの陣・第二戦、大阪モノレールの陣）

メーテル（『銀河鉄道999』のヒロイン）
- 旭堂南鈴（ミスマッチ） - 「本物」（京阪電車の陣、近鉄電車の陣、東武鉄道の陣、阪神電車の陣、京成電鉄の陣、阪急電鉄の陣、西武鉄道の陣、関西私鉄大集合スペシャル、西鉄電車の陣、名鉄電車の陣、もう一度見たい超激レア映像スペシャル、JR西日本の陣、オオサカメトロの陣、2時間SP!鉄道開業150年&JR東日本・新幹線の陣、関西私鉄大集合スペシャル「第二戦」、京阪電車の陣「第二戦」、関西私鉄大集合スペシャル「第二戦」、阪急電鉄の陣 第二戦、オオサカメトロの陣・第二戦、阪神電車の陣・第二戦、大阪モノレールの陣）。
  - 常に999、星野鉄郎、メガロポリス・ステーション、「飛ぶ鉄道」など銀河鉄道999に関するものを探し回り、こじつけている（という設定）。野沢先生を星野鉄郎と思い込んでいる。
  - 検車区や車庫、工場などに入る際は、安全上ヘルメットの上にアストラハン帽を着用している。
  - 『東武鉄道の陣』と『京成電鉄の陣』ではフリップを紙芝居として使用し、案内人も務めている。『阪急電鉄の陣』でもVTRを紹介し、案内人の役も担った形となった。
  - 『阪急電鉄の陣』、『JR西日本の陣』、『オオサカメトロの陣』の最終問題ではメーテルではなく出題者の「鈴木さん（鈴木富有子）」として素顔で登場している。
  - 『関西私鉄大集合スペシャル』では解答者として参加した近田雄一アナウンサーに代わってメーテルとして出題ナレーションなどを担当しており、最終問題では出題者の「鈴木さん」として素顔で登場している。また、VTRではメーテルと鈴木さんの両方の姿で登場している。
  - 『西鉄電車の陣』では夏服バージョンを披露。
  - 出演時は番組の途中から出演者を待ち構える形で登場し、どこかへ去っていくことが多いが、『名鉄電車の陣』では番組冒頭から登場し、最後まで参加した。
  - 『京阪電車の陣』において、「42歳（放送当時）」「寅年生まれ」「独身」「出身地は大阪府堺市」という情報をメーテル自身が明かした。
  - 旭堂南鈴は関西を拠点としており、関西編以外は前乗り（収録前日に現地入り）をしているため、関東含めた全国編への出演頻度は少ない。

- ZAZY - 「偽物」（阪神電車の陣）。

野沢先生（『銀河鉄道999』の主人公・星野鉄郎の声）
- 田島直弥（アイデンティティ） - 「本物」（近鉄電車の陣、阪神電車の陣、阪急電鉄の陣、関西私鉄大集合スペシャル、JR西日本の陣、相模鉄道の陣、オオサカメトロの陣）。
  - 星野鉄郎絡みでの登場だが、『ドラゴンボール』の孫悟空のセリフ回しでのネタの方が多い。
  - 『阪急電鉄の陣』の最後で関西私鉄（南海・京阪・近鉄・阪神・阪急）の5個のボールを集めていたことが判明した。
  - 『関西私鉄大集合スペシャル』ではタレントチームの解答者としての参加。
  - 一足先に全国編に出演したメーテルとは対照的に、2020年の『JR西日本の陣』まで長く関西編のみの出演が続いていたが、2021年の『相模鉄道の陣』で相鉄沿線にゆかりのあるゲスト解答者として全国編への出演を果たした。

- 見浦彰彦（アイデンティティ） - 「偽物」（阪神電車の陣）。

案内人
- 鈴川絢子 - ママ鉄芸人（小田急電鉄の陣、京成電鉄の陣、京王電鉄の陣、西武鉄道の陣、名鉄電車の陣、もう一度見たい超激レア映像スペシャル、東京メトロの陣、JR東日本・山手線の陣、2時間SP!鉄道開業150年&JR東日本・新幹線の陣、京成電鉄の陣第二戦）。
  - 『小田急電鉄の陣』以降の全国編に登場。
  - 『西武鉄道の陣』ではVTRのみの登場。
  - 『東京メトロの陣』では村井とペアで登場、第2問の出題も。

- 岡安章介（ななめ45°）（西武鉄道の陣、東急電車の陣、東京メトロの陣、東武鉄道の陣 第二戦、2時間SP!鉄道開業150年&JR東日本・新幹線の陣、都営交通の陣）
  - 『東京メトロの陣』では吉川とペアで登場。第3問の出題も。

VTR出演
- レイザーラモンRG
  - 舞台の鉄道に関するあるあるネタを披露し、それがクイズの問題となっているが、鉄道好きではない。
  - 『近鉄電車の陣「第二戦」』と『南海電鉄の陣「第二戦」』ではあるあるネタの前に、別人に扮して別の問題を出題している。

ナレーション
- 青井実（NHKアナウンサー〈当時〉）（南海電鉄の陣、東武鉄道の陣、小田急電鉄の陣、京成電鉄の陣、京王電鉄の陣、西武鉄道の陣、西鉄電車の陣、名鉄電車の陣、東急電車の陣、もう一度見たい超激レア映像スペシャル、東京メトロの陣、JR東海 東海道新幹線の陣、相模鉄道の陣、東武鉄道の陣「第二戦」、JR東日本・山手線の陣、2時間SP!鉄道開業150年&JR東日本・新幹線の陣、京急電鉄の陣、JR西日本・山陰の陣、都営交通の陣）
  - 『南海電鉄の陣』制作時はNHK大阪放送局所属。その後、東京のNHK放送センターに異動し、全国編のナレーションを担当した。
  - 2024年2月、NHKを退局した。

- 近田雄一（NHKアナウンサー）（京阪電車の陣、近鉄電車の陣、阪神電車の陣、阪急電鉄の陣、関西私鉄大集合スペシャル、JR西日本の陣、オオサカメトロの陣、近鉄電車の陣「第二戦」、南海電鉄の陣「第二戦」、JR貨物の陣、京阪電車の陣「第二戦」、関西私鉄大集合スペシャル「第二戦」、阪急電鉄の陣 第二戦、オオサカメトロの陣・第二戦、阪神電車の陣・第二戦）
  - NHK大阪放送局に異動後、関西編のナレーションを担当。
  - もともと鉄オタであるため、「ほっと関西ブログ」で鉄道に関する記事を執筆し、「関西・鉄道天国 ブログ」からもリンクが貼られて閲覧可能であったが、2020年現在ブログは削除されている。
  - 『阪神電車の陣』以降、顔出し出演するのが恒例となっていた。
    - 『阪神電車の陣』では自己紹介の部分で小窓から顔出し出演。その時はNHK大阪放送局異動時に後輩から送られた帽子も被っていた。
    - 『阪急電鉄の陣』ではロケ現場の十三駅で鉄道ファンとして出演者の乗った貸切列車の写真を撮影している。
    - 同じく『阪急電鉄の陣』では前記の通り、RGのあるあるネタVTRにも登場している。
    - 『関西私鉄大集合スペシャル』では阪神の制服を着用し、タレントチームの解答者として参加した。そのため、出題ナレーションなどは旭堂南鈴（メーテル）が務めた。また、「関西私鉄5社 代表車両乗りつくし旅」のロケにも参加している。「関西私鉄5社 代表車両乗りつくし旅」のみ、ナレーションを担当した。
    - 『オオサカメトロの陣』では、番組恒例の自身が担当するスタンプラリー企画のロケにも参加。メーテルとともにオオサカメトロを乗り継ぎ、各駅で設題者から出されたクイズに答え、スタンプを集めて回った。また番組の宣伝として、ホワイトボードに自ら描いたオオサカメトロの車両イラストを前に、解説した動画が大阪局公式Twitterや番組ホームページで公開された。
    - NHK大阪ホールで番組初の公開収録が行われた『関西私鉄大集合スペシャル 第二戦』では、京阪電車の制服を着用し、客席リポーターとして出演、また収録当日の会場では前節も担当。

- 中川家礼二（JR東日本・山手線の陣）
  - 新型コロナウイルス濃厚接触者となり収録を欠席したため、代わりに一部のナレーションを担当。

- 近藤泰郎 (NHKアナウンサー)（東京メトロの陣 第二戦）
- 二宮直輝 (NHKアナウンサー)（江ノ島電鉄の陣、JR東日本・中央線の陣、西武鉄道の陣・第二戦、京成電鉄の陣第二戦）
- 斉藤雪乃 (阪神電車の陣・第二戦)
  - 武庫川団地に保存されている阪神の赤胴車が同団地に搬入された時のセレモニーに参加した関係で、同車を紹介する部分のナレーションを担当。収録ブースから挨拶した時は阪神の制服を着用していた。

- 嶋田ココ (NHKアナウンサー)（大阪モノレールの陣）
  - 『大阪モノレールの陣』で収録ブースから挨拶した時は「鉄道旅大好き」と発言した。

## ゲスト出演
タレントチームのゲスト解答者は舞台の鉄道沿線ゆかりのタレントを起用している。ただし、鉄道好きではないため、知っている前提で話がどんどん進む当番組では鉄オタの暴走に置いていかれることが多い。
南海電鉄の陣
- ZAZY - ゲスト解答者（タレントチーム）
  - 南海電鉄沿線出身であることからの起用。
  - 祖父が車掌をしていたことから、車内アナウンスクイズの解答者に引っ張り出された。惜しいところまで迫ったが不正解だった。

京阪電車の陣
- ミキ（昴生・亜生） - ゲスト解答者（タレントチーム）
  - 2人とも京都市出町柳出身であることからの起用。
  - 昴生がメーテルから星野鉄郎にされる災難に遭った。
  - 全チーム正解が続くという状況に「タレントチームなんやから、ボケんと!」と主張したが、吉川にボケを却下された。なお最終問題で放ったボケはあまりにも中途半端なものだったため、中川家からダメ出しされている。

- 出町柳けい子（林真帆）

近鉄電車の陣
- 霜降り明星（粗品・せいや） - ゲスト解答者（タレントチーム）
  - せいやが東大阪市出身で高校、大学の通学に近鉄を利用していたことからの起用。
  - せいやがメーテルから星野鉄郎にされる災難に遭った。

- 福原稔浩
  - 近畿日本鉄道株式会社広報部（放送当時）。中川家・礼二と「ズブズブの関係」といわれる。乗務員経験あり。
  - 出演予定はなかったが、旅に同行していたため礼二に呼び出され、急遽出演。鶴橋駅にある大阪線から奈良線への渡り線を説明したり、五位堂検修車庫ではメーテルにあべのハルカスへ行くには尺土駅へ出ると良いということを教えたりした。

東武鉄道の陣
- U字工事（福田薫・益子卓郎） - ゲスト解答者（タレントチーム）
  - 2人とも栃木県出身ということからの起用。
  - 益子が鉄郎にされるという災難に遭った。

阪神電車の陣
- ダブルアート（タグ・真べぇ） - ゲスト解答者（タレントチーム）
  - 2人とも神戸市出身で神戸へ帰る時は阪神電車をよく使うことからの起用。

- ひょっこりはん
  - 甲子園球場三塁側ブルペンで一行と合流。電光掲示板前で行われたRGのあるあるネタ出題まで同行。その後、第4問のヒントを阪神沿線で掲示し、最後は新開地の駅で野沢先生（偽物）とメーテル（偽物）と一緒に物陰から覗いていた。

- 福原稔浩
  - 近畿日本鉄道株式会社広報部（放送当時）。
  - アーバンライナーに乗って桜川駅へ引き継ぎのためにやってきた。

- 山下栄一
  - 阪神電気鉄道株式会社経営企画室広報担当（放送当時）。
  - 近鉄の福原から広報を引き継いだ。この引き継ぎ時のみの出演。

- レイザーラモンHG

小田急電鉄の陣
- チョコレートプラネット（長田庄平・松尾駿） - ゲスト解答者（タレントチーム）
  - 松尾が箱根町出身ということからの起用。
  - 長田は和泉元彌、松尾はIKKOに扮している。

京成電鉄の陣
- ナイツ（塙宣之・土屋伸之） - ゲスト解答者（タレントチーム）
  - 下町の浅草で演芸をしていることと、土屋が新京成電鉄沿線出身ということからの起用。
  - 教習所では若手社員の前で京成電鉄漫才を披露した。

- 京成パンダ

阪急電鉄の陣
- ゆりやんレトリィバァ - ゲスト解答者（タレントチーム）
  - 番組では字幕のみの紹介にとどまったが、大学の通学に阪急電車を利用していた。
  - 番組では阪急電鉄整備士の作業服を着用し、阪急電鉄のロゴ入りの名札をつけていた。

京王電鉄の陣
- ハマカーン（浜谷健司・神田伸一郎） - ゲスト解答者（タレントチーム）
  - 2人とも府中市にある東京農工大学の出身で大学への通学に京王電鉄を使っていたことからの起用。また浜谷は久我山に住んでいたこともあった。

- 細矢和彦 - 鉄道写真家。京王電鉄社員。

西武鉄道の陣
- かもめんたる（岩崎う大・槙尾ユウスケ） - ゲスト解答者（タレントチーム）
  - 本編では字幕のみでの紹介にとどまったが、2人とも早稲田大学出身であることからの起用。村井とは大学の同期である。
  - 予告動画でも紹介されている通り、西武球場前駅のポイントについて興奮する吉川とは対照的に、鉄道好きではない岩崎は「言われてなかったら何の違和感もない」と冷静にコメントしていた。

関西私鉄大集合スペシャル
- 福原稔浩
  - 近畿日本鉄道株式会社広報部（放送当時）。
  - 持っていた「近鉄のボール」を野沢先生とメーテルに奪われた。スタジオ収録にも参加している。

西鉄電車の陣
- 山本高広 - ゲスト解答者（タレントチーム）
  - 北九州市出身であることから起用。

名鉄電車の陣
- 宮下草薙（宮下兼史鷹・草薙航基） - ゲスト解答者（タレントチーム）
  - 草薙は名古屋市育ちであるが、これまでに名鉄に乗車していたという認識はなかった。メーテルからは原作版星野鉄郎に似ているという指摘を受けた。

東急電鉄の陣
- トレンディエンジェル（斉藤司・たかし） - ゲスト解答者（タレントチーム）

東京メトロの陣
- 三四郎（相田周二・小宮浩信） - スタジオ解答者
- スーツ - ロケリポーター、第1問出題者
  - 番組初登場の鉄道系YouTuber。

JR東海・東海道新幹線の陣
- こがけん（おいでやすこが） - ゲスト解答者
- 川西賢志郎（和牛〈当時〉） - ロケリポーター

相模鉄道の陣
- 鈴木拓（ドランクドラゴン） - ロケリポーター

オオサカメトロの陣
- ぬまっち - シャア
- 鈴木富有子 - セイラ
- 海原はるか - メーテル
- 福原稔浩
- 代走みつくに

JR東日本・山手線の陣
- 酒井貴士（ザ・マミィ） - ゲスト解答者

東武鉄道の陣「第二戦」
- U字工事（福田薫・益子卓郎） - ゲスト解答者
- 土屋伸之（ナイツ） - ロケリポーター

近鉄電車の陣「第二戦」
- 酒井藍 - 酒井藍五郎

鉄道開業150年 JR東日本新幹線の陣
- アルコ&ピース（平子祐希・酒井健太） - 前半（鉄道150年）のゲスト解答者
- ジョイマン（高木晋哉・池谷和志） - 後半（JR東日本 新幹線）のゲスト解答者
- こがけん（おいでやすこが） - 上記の通り、海里のロケに参加。
- 六角精児 - 上記の通り、クイズを出題。

南海電鉄の陣「第二戦」
- 天才ピアニスト（竹内知咲・ますみ）
  - 南海電鉄の鉄道研修センターで登場。上沼恵美子（ますみ）が自動券売機を使った切符の買い方がわからず、駅員（竹内）に尋ねた。

JR貨物の陣
- 小倉沙耶
- 徳永ゆうき
  - 二人とも鉄オタで二人で「初登場チーム」を組み、斉藤と吉川の「レギュラーチーム」と争った。

京急電鉄の陣
- テツandトモ
  - 鉄道には興味はなかったが、アドリブで持ちネタを入れまくった。

京阪電車の陣「第二戦」
- 吉田敬（ブラックマヨネーズ）
  - 父が京阪電鉄社員

JR西日本・山陰の陣
- ニッチェ（江上敬子・近藤くみこ）
  - 江上が島根県津和野町出身ということからの起用。

- たける（東京ホテイソン）

BS鉄道番組大集合の陣
- ぼる塾（田辺智加・あんり・きりやはるか）
  - 後述の『都営交通の陣』と同時期に収録。

- 六角精児
- 中井精也
- 松重豊 - 最終問題ナレーション

都営交通の陣
- ぼる塾（田辺智加・あんり・きりやはるか）
  - はるかとあんりは江戸川区出身。またぽる塾は都営新宿線および三田線沿線にある神保町よしもと漫才劇場を拠点に活動している。

- とあらん

阪急電鉄の陣 第二戦
- 藤崎マーケット（田崎佑一・トキ）
- 山之内すず
  - 阪急ユーザーとしてゲストチームを結成。

- 島田珠代
  - 「車内の迷惑客」としての登場。

東京メトロの陣 第二戦
- ザ・マミィ

江ノ島電鉄の陣
- 囲碁将棋（文田大介・根建太一）
  - 文田が茅ヶ崎市、根建が横浜市磯子区出身。

オオサカメトロの陣・第二戦
- スマイル（瀬戸洋祐、ウーイェイよしたか）
- 福本愛菜
  - 関西芸人チーム解答者。

- 八木真澄（サバンナ）
  - 鶴見緑地（地上）で地下を走る貸切列車に呼びかけた後、鶴見検車場で関西芸人チームに合流。

JR東日本・中央線の陣
- ティモンディ（高岸宏行、前田裕太）
  - 高岸はオレンジ色の衣装を着用していた。

阪神電車の陣・第二戦
- 祇園（木﨑太郎、櫻井健一朗）
  - 初代阪神タイガース公式芸人。

西武鉄道の陣・第二戦
- しずる（KAƵMA、村上純）
  - KAƵMAが入間市出身。

京成電鉄の陣第二戦
- マシンガンズ（滝沢秀一、西堀亮）
  - 滝沢が京成金町駅付近に住んでいて、通っていた大学が勝田台駅付近にあった。

- 京成パンダ

大阪モノレールの陣
- ヤナギブソン
  - 茨木市特別観光大使。

- 椿鬼奴
  - レーザーラモンRGと一緒に大阪モノレールあるあるをいくつか披露。

## スタッフ
- 撮影 - 大槻誠（関西）、小出寿顯、丹内裕之（全国）
- 音声 - 矢守正和、住吉貞基（関西）、平山裕、岡田慎一（全国）
- 照明 - 平田吉伸（関西）、森山剛信（全国）
- 映像制作 - 榎本真弓
- CG制作 - 濱田崇博[92]、田中絵美[92]
- 音響効果 - 森原健晃（Tonic Function）[92]
- 編集 - 田端敏（関西）、本間孝輔（全国）
- 取材 - 吉澤伸之[92]、黒嶋夕美子[92]、竹下健一郎[92]、三木健司[92]、南奈那[92]、安藝昌和[92]、坂田修一[92]、小林啓[92]（関西）、山口優衣、高木大輔（全国）
- 取材協力 - 南海電気鉄道[100]、京阪電気鉄道[100]、近畿日本鉄道[100]、阪神電気鉄道[100]、阪急電鉄[100]、大阪南海ボーイズ[100]、手作り甲冑九度山真田隊[100]、大津の京阪電車を愛する会[100]、音楽館[100]、能勢電鉄[100]、ホテル阪急インターナショナル[100]、Volkswagen宝塚[100]、雅俗山荘[100]、朝日新聞社[100]、伊予鉄道[100]、とさでん交通[100]、名古屋鉄道[100]
- 演出 - 松村英志（関西）、渡辺修、渡邉崇（全国）
- プロデューサー - 光瀬史郎（全国）
- 制作統括 - 佐橋陽一[92]（関西・全国）、菅原健一[92]（関西）
- 制作協力 - VIVIA（全国）
- 制作 - NHKエンタープライズ（全国）
- 制作・著作 - NHK大阪放送局（関西）、NHK（全国）

## 派生番組
いずれの番組も中川家が司会で関西編のスタッフが手掛けている。これらが、2022年4月より土曜日12:15-12:40に放送されている『探検ファクトリー』にそのままつながっている。
- 中川工場 - モノづくりの現場に潜入したバラエティー番組。2019年10月4日（金曜） 20:00 - 20:43に関西ローカルで放送し、同年10月17日（木曜） 18:00 - 18:43にBS1にて全国放送した。
  - 第1回（2019年10月4日）「パナソニック」 - 祇園、天才ピアニスト、末澤誠也、草間リチャード敬太、旭堂南鈴、ナレーター：ゆりやんレトリィバァ
  - 第2回（2021年3月12日）「日立造船」 - ゆりやんレトリィバァ、すっちー、末澤誠也、佐野晶哉、ナレーター：橋本のりこ
- モノさん、教えて。 - 大人気商品の由来を探るバラエティー番組。2019年12月20日（金曜） 20:00 - 20:43に関西ローカルで放送し、2020年2月11日（火曜）11:00 - 11:43に全国放送した。NHKでありながら、カルピスを全面に出した番組構成になっていた。